# 夢見るつばさ
「夢見るつばさ」（ゆめみるつばさ）は、SCANDALの4枚目のシングル。2009年10月14日にエピックレコードジャパンから発売された。

## 概要
「夢見るつばさ」は、Hillbilly Bopsの「夢見る頃を過ぎても」のリニューアル・カバー及びアンサーソング。PVは、前作に続き品川ヒロシが監督を務めた。「DAYDREAM」は、JUDY AND MARYのカバー。初回仕様のみ、ステッカーを封入。

## 収録曲
1. 夢見るつばさ
作詞：SCANDAL、葉山愛次、久保田さちお、作曲：久保田さちお、編曲：星勝
2. BEAUTeen!!
作詞：TOMOMI、Kyon、作曲：Youtorilon（ユトリロン）、編曲：Youtorilon（ユトリロン）、宮永治郎
3. DAYDREAM
作詞：YUKI、作曲：恩田快人　編曲：イイジマケン
  - 原曲はJUDY AND MARY
4. 夢見るつばさ (Instrumental)
5. BEAUTeen!!(Instrumental)